# F-107终极佩刀战斗机
F-107终极佩刀（Ultra Sabre）是美国北美航空在F-100超佩刀战斗机基础上研制的一款超音速战斗轰炸机，其设计目的是以超音速突入防线进行核攻击。F-107以罕见的背部进气方式而闻名，但也因此带来太多技术困难而在美国空军的竞标中败给了與其相似的F-105战斗机，并最终成为NASA的试验机。F-107是北美航空佩刀系列战斗机裏的最后一款战斗机。1950年代时，北美航空以其佩刀系列战机闻名。但其中后来者F-100超佩刀战斗机并未获得美国空军太久的宠爱，而从一线战斗机沦为战斗轰炸机。为了进一步改进F-100，1953年北美公司发起了两个改进计划：作为战斗轰炸机的NA212（内部代号F-100B）和作为截击机的NA211（内部代号F-100I）。两款飞机都是基于F-100A的机体设计，并使用了改进型的J57发动机。但机翼更薄，适合更快的飞行速度。为了能够安装大型的机载雷达，在机头安装了巨大的雷达罩，而进气道则移动到机腹。美国空军对作为截击机的NA211反应冷淡，但对战斗轰炸型的NA212很感兴趣，因为它具有M2级的飞行速度。于是北美停止了NA211的发展，全力研发NA212。
1954年6月11日，美国空军订购了第一批35架F-100B。之后的7月8日，F-100B被正式改名为YF-107A，因为美国空军认为它比起F-100的变化大到足以认为是一个新的型号。
美国空军对YF-107的希望是能以2马赫的速度突入敌阵然后丢下核弹逃之夭夭。完成这个的要求比YF-107的原型F-100的性能提高了不少。北美的工程师们就在F-100的基础上做出了大量改进。包括配备了最原始电传飞控系统，增加了当时很新颖的可调截面进气道，甚至为了满足武器投放要求，将进气道移动到机背上。但即使要和这些复杂的技术问题死战到底，北美航空发现YF-107还要面对F-105的竞争 -- 它也具有类似的性能。1957年1月1日F-107的订购数量被降低到只有3架。
无论如何，1956年9月10日，YF-107终于在试飞员鲍勃·巴克尔的驾驶下完成了首飞。这次试飞进行得如此完美，以至于空军的官员当即去掉了YF-107编号中代表原型机的“Y”前缀。1956年11月10日F-107首次飞到了设计要求的M2高速。1957年2月25日，试飞员艾尔·怀特又在中国湖试验场上以M1.87的速度成功投下武器。此时竞争对手F-105却接连损失原型机。看起来好运正在向F-107倾斜。
但恼人的问题还是来了。F-107上的各种新技术接二连三的出现问题，尤其是先进的可调截面进气道。虽然看起来F-107的问题都能够解决，美国空军还是在1957年3月选择了相对保守的F-105。除了技术问题以外，也有人认为美国空军选择F-105是为了照顾当时已经陷入没有订单窘境的共和公司。而且他们也担心北美航空在即将投产另一个复杂型号XF-108的时候，可能没有足够的精力生产F-107。幸运的是，虽然丢掉了美国空军的订单，NASA却看上了F-107的可调截面进气道。于是，已被生产出的F-107就被移交给NASA，开始作为试验机服役。

### 名称问题
虽然在很多文献中F-107被称作“YF-107”，但其实他在官方已经摆脱了原型机的称谓。倒是他的绰号终极佩刀，虽然出现在很多官方文献中，实际上却从来没有被官方正式命名过。

## 设计

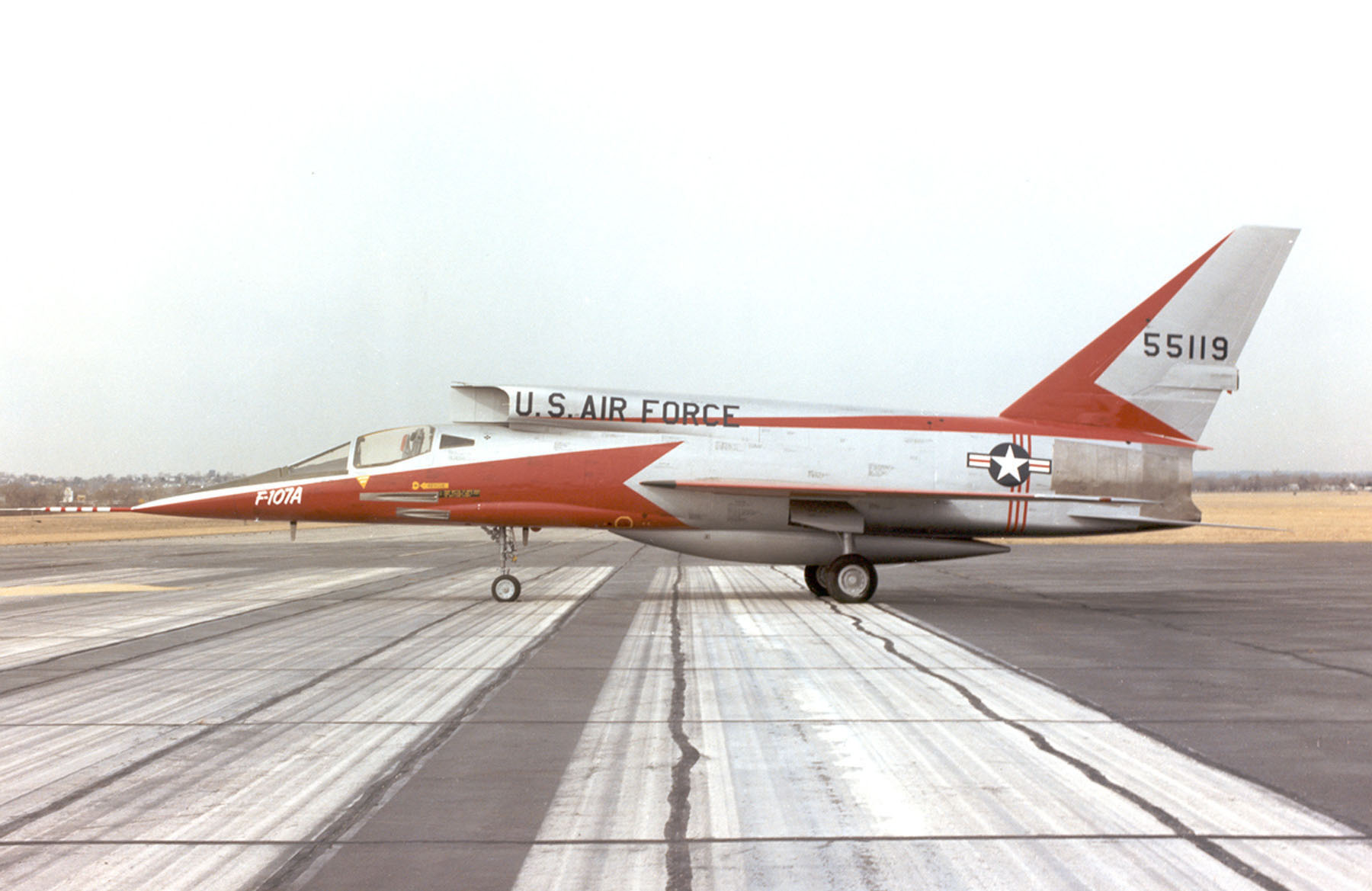
在跑道上的F-107二号机。

作为F-107基础的F-100僅為一M1级别的飞机。为了能达到M2的飞行速度，北美在设计上做了很多修改。F-107维持了F-100的基本后掠翼布局，但换用了更薄的翼型。F-107的机身根据面积率做了重新的设计，并将结构的载荷系数增加。起落架也完全重新设计，以适应野战机场较差的跑道。为了适应超音速飞行F-107还使用了全动垂尾，并且取消了副翼，使用机翼上的扰流板来控制滚转运动。为了顺利突破M2的高速，F-107使用了可调截面进气道（Variable-Area Inlet Duct (VAID)），以在不同的速度下都让发动机得到合适的气流。北美的XB-70轰炸机和XF-108战斗机也使用了这一技术。
F-107最大的特点来自它奇怪的背部进气道。这是一个无奈的选择。原本F-107的进气道设置在机腹，但风洞试验表示，机头和机腹进气道联合产生的气流会干扰到机腹下武器的投放。因此北美公司将进气道移动到机背处。背部进气道有在大迎角下进气不足的缺陷，不过这对作为战斗轰炸机的F-107并不是什么问题。此外他也会影响到飞行员的弹射安全。和当时遇到类似问题时的处理方式不同，F-107依然使用向上弹射的方式，而不是向下弹射，如同XF-103和F-104。F-107使用直接穿盖弹射的方式，因此其实它的弹射安全率属于不错的范围。不过也因此，F-107的舱盖只能以垂直向上升的方式打开。尽管如此，飞行员始终对F-107的进气道十分忌惮。NASA的飞行员一度将它称为"食人者"（Man eater）。
F-107是一架专门的核弹载机，因此空投核武器就是F-107最主要的任务。一枚巨大的核弹以半埋的方式安放在机身腹部，并且可以在M2的速度下投放。如果是执行常规的轰炸任务，常规炸弹可以挂载在机翼下的6个挂点里。而安放核弹的位置则改为安放巨大的副油箱。F-107还装有4门20mm机炮用作自卫。不过飞行员肯定不希望有机会用到这武器，因为F-107的机动性不是很理想，速度才是他保护自己的最佳武器。北美还自行研制了XMA-12火控系统辅助火炮对付空中目标。直到最后F-107也没有携带空对空导弹的能力。

## 使用历史

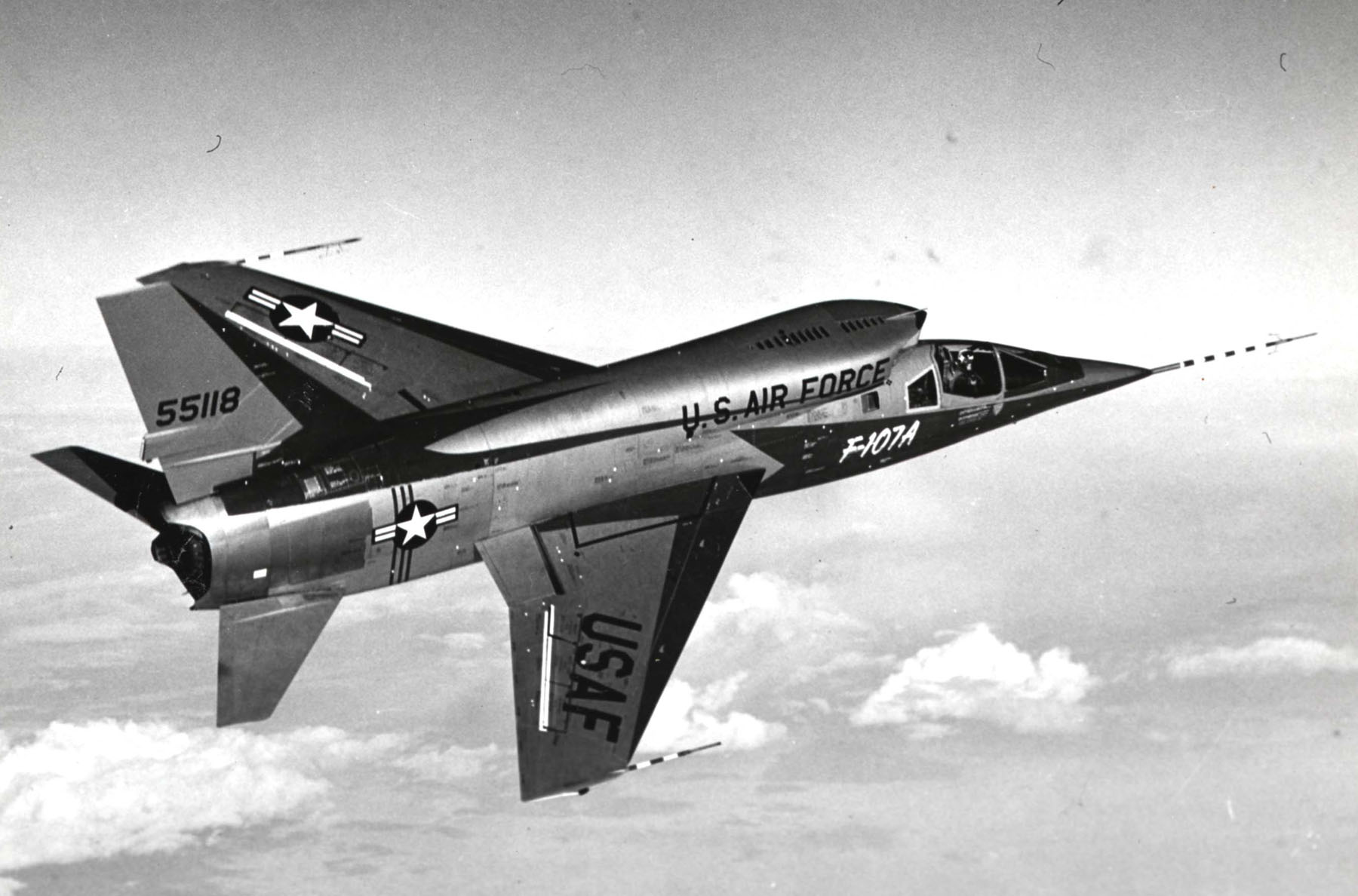
正在飞行的F-107一号机。

仅有的三架F-107中的第1架和第3架在1957年11月被移交给NACA，用做高速飞行，尤其是可变进气道的测试。然而一号机很失望的只飞了4个架次就出现了严重的故障。NACA将他停飞并用来给三号机做备件机。
三号机起初也取得了一些有意义的成果。不幸，可调进气道又出现了恼人的故障。结果NACA只能将进气道的调整机构锁定，并将飞机的飞行速度限制在M1.2内。三号机此后参与了一些和太空计划有关的项目，包括X-15的人机工程设计。1959年9月1日，三号机却毁于一次起飞意外。飞行员虽然幸存，NASA认为此机已经没有修复的价值，故此将他废弃掉，改为用做消防培训设施。F-107也就这样结束了自己短短的服役经历。两架飞机在NASA一共进行了44架次的飞行。
至于二号机，在1957年就退休，送到博物馆里。

## 型号
- 编号55-5118：一号机。1958年退役，现在陈列在亚利桑那州图森的皮马航空博物馆。[4]
- 编号55-5119：二号机。1957年退役，现在陈列在俄亥俄州莱特-帕特森空军基地的美国空军博物馆。[4]
- 编号55-5120：三号机。1959年退役改用做消防训练设施。并在1960年代毁于得州的谢帕德空军基地。[5]

## 使用者
- -國家航空諮詢委員會/國家航空及太空總署

## 参数
以下参数来自：

### 一般参数
- 翼展：36英尺7英寸
- 机长：61英尺10英寸
- 机高：19英尺8英寸
- 翼面积：376平方英尺
- 空重：22,696磅
- 总重：39,755磅
- 最大起飞重量：41,537磅
- 机内总载油量：1,260美制加仑
- 动力：1x 普拉特·惠特尼YJ75-P-9涡喷发动机。推力17,200磅，加力推力24,500磅

### 性能参数
- 最大平飞速度：890英里/小时（海平面）/1,295英里/小时（36,000英尺）
- 爬升率：39,900英尺/分钟
- 实用升限：53,200英尺
- 正常航程：788英里
- 最大航程：2,428英里
- 武裝：20mm機砲X4、炸彈：4500 kg